# Belgien i Eurovision Song Contest 2012
Belgien deltog i Eurovision Song Contest 2012 i Baku i Azerbajdzjan.

## Uttagning

### Internt val
I början av september 2011 meddelade Één att man skulle välja sin representant internt. Den 18 november meddelade TV-bolaget vid en presskonferens att den artist man valt ut var den då 16-åriga sångerskan Iris, eller Laura Van den Bruel som hon egentligen heter. Det meddelades också att låtskrivare snart skulle få skicka in bidrag till Iris. Från den 19 december 2011 till den 16 januari 2012 kunde låtar skickas in.

### Nationell final
Den 29 februari meddelades det att Iris skulle framföra två låtar under ett speciellt TV-program med titeln Eurosong 2012: Een song voor Iris som skulle sändas den 17 mars. Med hjälp av 100% telefonröster skulle sedan en av låtarna väljas ut. Några timmar senare skulle resultatet avslöjas under programmet Vrienden Van de Veire som visades varje lördag kväll. Den 13 mars meddelade Één att båda låtarna skulle vara ballader och att låtarnas titlar var "Safety Net" och "Would You?". Samtidigt släpptes delar av båda låtarna att lyssna på.
Den 17 mars, klockan åtta på kvällen svensk tid, sändes Eurosong 2012: Een song voor Iris där Iris framförde de två låtarna. Värd för det korta programmet var Peter Van de Veire. Efter en omröstning stod det klart att låten "Would You?" hade vunnit med 53% av rösterna mot låten "Safety Net" som fått 47% av rösterna.
|   | Sång         | Röster | Plats |
| - | ------------ | ------ | ----- |
| 1 | "Safety Net" | 47%    | 2     |
| 2 | "Would You?" | 53%    | 1     |

## Vid Eurovision
Belgien deltog i den första semifinalen den 22 maj. Där hade de startnummer 8. De tog sig inte vidare till final.